# 파울라 셀린그
파울라 셀링(Paula Seling, 1978년 12월 25일 ~ )는 루마니아의 싱어송라이터이다.